# Helmut Koch (Mathematiker)
Helmut Koch (* 5. Oktober 1932 in Potsdam; † 12. November 2024 in Dresden) war ein deutscher Mathematiker, der sich mit Zahlentheorie beschäftigte.

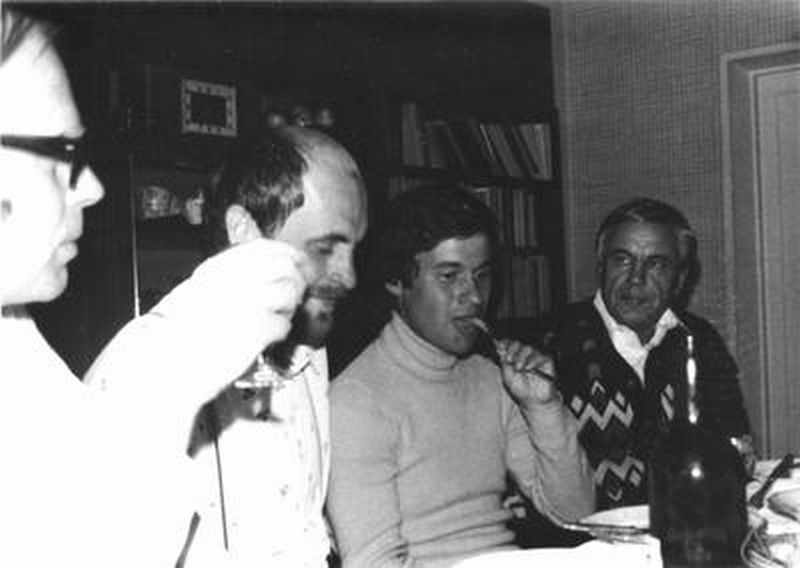
Koch (links) in der Wohnung von Schafarewitsch (rechts), mit Bogomolov, A. N. Todorov

## Leben und Werk
Koch studierte von 1952 bis 1957 an der Humboldt-Universität zu Berlin. Von 1957 bis 1959 war er im Halbleiterwerk Teltow tätig. Ab 1959 war er Mitglied des Instituts für Mathematik der Akademie der Wissenschaften der DDR, wo er 1964 promoviert wurde und sich 1965 habilitierte. Er studierte bei Hans Reichardt und Igor Schafarewitsch (1960/61 in Moskau). Von 1969 bis 1991 war er Leiter der Forschungsgruppe „Algebraische Geometrie und Zahlentheorie“ am Institut für Mathematik und von 1992 bis 1996 Leiter einer entsprechenden Arbeitsgruppe an der Humboldt-Universität, wo er ab 1992 Professor war. Er war zu Forschungsaufenthalten an russischen Universitäten und Instituten in Moskau, Sankt Petersburg, Nowosibirsk und an den Universitäten von Paris, Montreal, Edmonton, Cambridge, der ETH Zürich, dem Banach-Zentrum in Warschau und dem Max-Planck-Institut für Mathematik in Bonn.
Koch befasste sich u. a. mit der Galoistheorie von Zahlkörpern (Thema seiner Dissertation: Galoistheorie p-adischer Zahlkörper), p-Erweiterungen von Zahlkörpern, kubischen Zahlkörpern und Klassenkörpertheorie.
Er war Mitglied der Akademie der Wissenschaften der DDR und Mitglied der Akademie für Naturforscher Leopoldina, der Academia Europaea (1990), der Berlin-Brandenburgischen Akademie der Wissenschaften und korrespondierendes Mitglied der Heidelberger Akademie der Wissenschaften. Bis 1993 war er Herausgeber der Mathematischen Nachrichten.

## Schriften
- mit Herbert Pieper: Zahlentheorie – ausgewählte Methoden und Ergebnisse. Deutscher Verlag der Wissenschaften, Berlin 1976 (Einführung)
- Zahlentheorie – algebraische Zahlen und Funktionen. Vieweg 1997
- Algebraic Number Theory. 2. Auflage, Springer 1997 (aus Encyclopedia of mathematical sciences, Herausgeber Parschin, Schafarewitsch)
- Einführung in die Mathematik – Hintergründe der Schulmathematik. Springer, 2. Auflage 2004, ISBN 3540203915
- Einführung in die klassische Mathematik, Bd. 1 Vom quadratischen Reziprozitätsgesetz zum Uniformisierungssatz. Springer 1986, Englisch: Introduction to classical mathematics – from the quadratic reciprocity law to the uniformization theorem, Kluwer 1991
- Galois theory of p-extensions. Springer 2002 (ältere Auflage: Die Galoissche Theorie der p-Erweiterungen, Deutscher Verlag der Wissenschaften 1970)
- Über Galoissche Gruppen von p-adischen Zahlkörpern, Akademie Verlag 1964